# Entzugsanfall
Ein Entzugsanfall (englisch withdrawal seizure) ist ein epileptischer Gelegenheitsanfall, der als Komplikation eines Entzugssyndroms bei einer Abhängigkeit von Alkohol oder einer zu raschen Dosisreduktion von Benzodiazepinen (nach längerer, regelmäßiger Einnahme) auftreten kann. Vor der Diagnose eines Entzugsanfalls müssen eine Hypoglykämie, ein vorangegangenes Schädel-Hirn-Trauma, bislang nicht bekannte Strukturschädigungen des Gehirns oder eine (seltene) ursächliche Infektion ausgeschlossen werden. Nachdem Patienten mit einer Abhängigkeit eine Vielzahl von Begleitkrankheiten aufweisen und oft nur unzureichende Angaben zur Vorgeschichte machen können, ist eine umfassende Abklärung zu veranlassen. Bei einem einmaligen Entzugsanfall ist wegen des günstigen weiteren Verlaufs keine Verabreichung von Antiepileptika notwendig. Wichtig ist die Unterscheidung von Gelegenheitsanfällen anderer Ursache vor allem für die Beurteilung einer weiteren Fahrtauglichkeit bzw. Teilnahme am Straßenverkehr.

## Alkohol
Zwei Prozent der Bevölkerung leiden an einer Epilepsie, ca. 5 % der Bevölkerung erleiden (einschließlich der Personen, die einen Gelegenheitsanfall erleiden) im Laufe des Lebens zerebrale Krampfanfälle. Dabei ist der Entzugsanfall Alkoholkranker eine der häufigsten Ursachen. Bei bis zu einem Drittel der Patienten mit einem ausgeprägten Alkoholentzugssyndrom kommt es zu einem Entzugsanfall.
Umgekehrt wiesen 41 % der mit Krampfanfällen in ein Krankenhaus eingelieferten Patienten einen als problematisch eingeschätzten Alkoholkonsum auf, wobei es sich hauptsächlich um Männer im Alter von 40–50 Jahren handelte und 59 % davon ein Alkoholentzugssyndrom aufwiesen. Bei 24 % der Alkoholgruppe wurden fokale Krampfanfälle beobachtet.
Es handelt sich meist um generalisierte, tonisch-klonische Anfälle ohne Aura und mit einem kurzen, postiktalen Dämmerzustand. Sie treten als Einzelepisode oder in einer kurzen Serie von bis zu drei Anfällen 24 Stunden nach der letzten Alkoholeinnahme auf. In 30–50 % entwickelt sich ein Delirium tremens.
Die meisten Anfälle sind kurzanhaltend oder können leicht durch eine Benzodiazepin-Verabreichung beendet werden. Ein Status epilepticus tritt in 3 % der Fälle auf und erzwingt eine weitere umfassende Abklärung.

## Benzodiazepine
Entzugsanfälle sind auch die schwerste Komplikation eines Entzugssyndroms bei Benzodiazepinabhängigkeit. Benzodiazepine sind wirksame Antiepileptika, was zumindest teilweise das Auftreten von Entzugsanfällen bei deren plötzlichem Absetzen erklärt. Entzugsanfälle bei Benzodiazepinabhängigen führen in der Regel nicht zu bleibenden Schäden. Kontrollierte Studien zu einem Benzodiazepin-Entzug bei Patienten mit gleichzeitigem Opioidkonsum gibt es nicht, nachdem dieser für bisherige Studien immer ein Ausschlusskriterium war; somit können auch keine überprüfbaren Aussagen zu den Komplikationen eines Benzodiazepin-Entzugs in dieser Patientengruppe getroffen werden.
Empfohlen wird, auf ein lang wirksames Benzodiazepin wie Diazepam zu wechseln und dieses über einen längeren Zeitraum abzusetzen, wobei unterschiedliche Empfehlungen ausgesprochen wurden, so z. B. die Ursprungsdosis jede Woche um 25 % zu reduzieren. Für die Praxis relevant ist, dass Patienten mit Multisubstanzabhängigkeit und einem Entzugsanfall in der Vorgeschichte nur schwer zu motivieren sind, auf eine weitere Benzodiazepin-Einnahme zu verzichten.
Entzugsanfälle wurden auch bei einer Zolpidem-Abhängigkeit beschrieben. Allerdings kann bei einer Zolpidem-Abhängigkeit ein Standardentzugsverfahren mit Diazepam gewählt werden.

## GHB
4-Hydroxybutansäure (GHB) ist ein eigenständiger Neurotransmitter im menschlichen Körper, der seit Ende der 1990er Jahre vermehrt als Partydroge (Liquid Ecstasy) verwendet wird. Selten kommt es auch nach einem GHB-Entzugssyndrom zu Krampfanfällen. Auch wenn verschiedene Untersucher hierin mehr Myoklonien (rasche unwillkürliche Muskelzuckungen) sehen, ist die Gabe von Antikonvulsiva in der Akutbehandlung angezeigt. In einer Studie war die Verabreichung von Baclofen erfolgreich.